# Liste der Monuments historiques in Runan (Côtes-d’Armor)
Die Liste der Monuments historiques in Runan (Côtes-d’Armor) führt die Monuments historiques in der französischen Gemeinde Runan auf.

## Liste der Bauwerke
| Bezeichnung                                             | Beschreibung                  | Standort                   | Kennzeichnung | Schutzstatus   | Datum     | Bild           |
| ------------------------------------------------------- | ----------------------------- | -------------------------- | ------------- | -------------- | --------- | -------------- |
| Kirche Notre-Dame (mit Kreuzigungsfenster) und Friedhof | Erbaut im 14./15. Jahrhundert | Place des Templiers (Lage) | PA00089576    | Inscrit Classé | 1925 1907 | weitere Bilder |

## Liste der Objekte

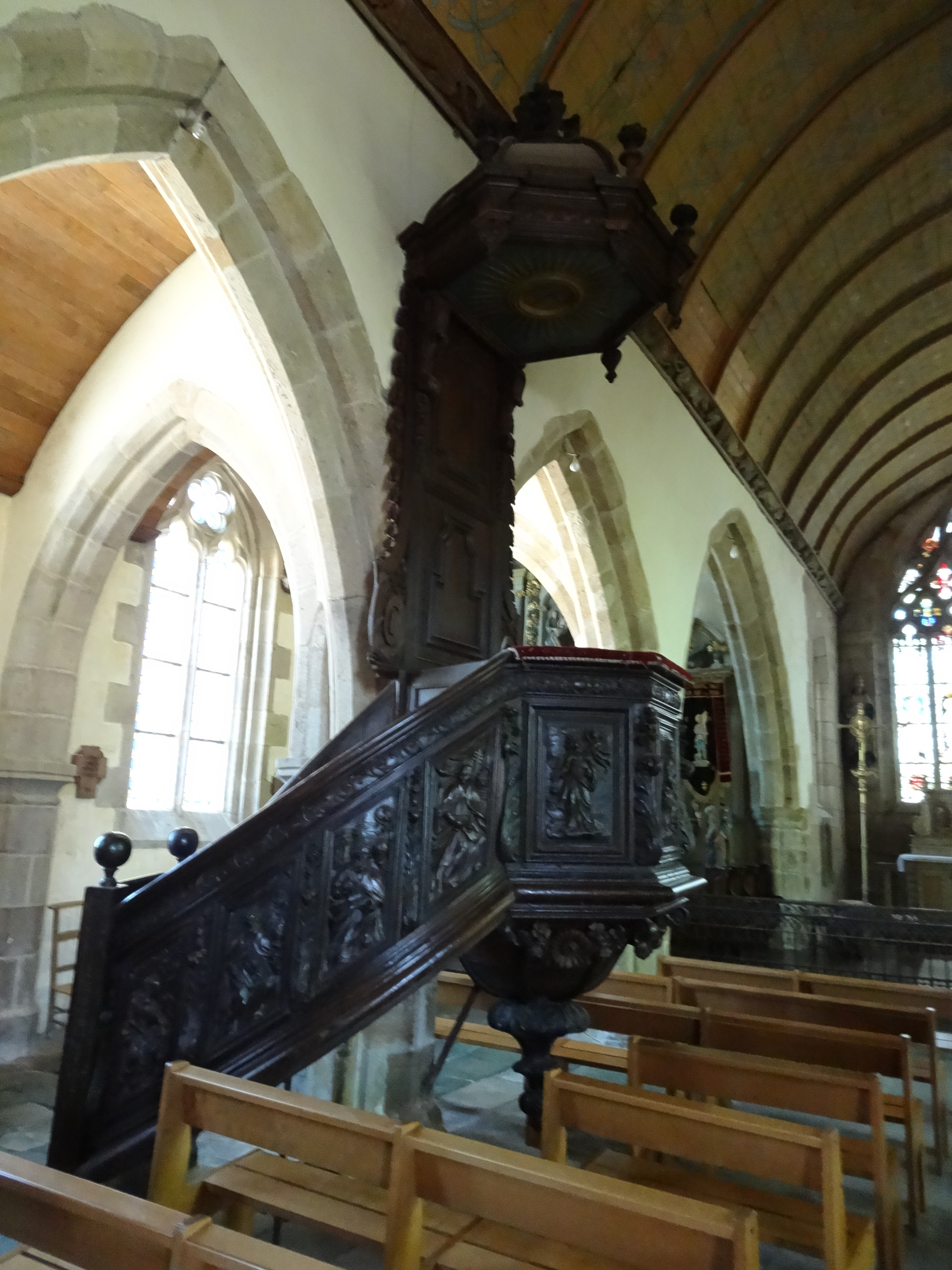
Kanzel (18. Jahrhundert) in der Kirche St-Pierre

- Monuments historiques (Objekte) in Runan (Côtes-d’Armor) in der Base Palissy des französischen Kultusministeriums